# Enicospilus sinicus
Enicospilus sinicus là một loài tò vò trong họ Ichneumonidae.